# Anton Donczew
Anton Donczew (ur. 14 września 1930 w Burgasie, zm. 20 października 2022) – bułgarski powieściopisarz, specjalizujący się głównie w powieściach historycznych.
Donczew zadebiutował w latach pięćdziesiątych, pisząc opowiadania, reportaże i szkice, publikowane w rozmaitych gazetach i czasopismach literackich. W swych powieściach porusza ważne problemy przeszłości Bułgarii i Bułgarów, podejmując tematykę związaną z najważniejszymi wydarzeniami z dziejów własnego kraju i narodu.
Do najważniejszych dzieł Donczewa należy powieść Czas wyboru, będąca metaforycznym obrazem cierpień narodu bułgarskiego pod jarzmem tureckim. Powieść, rozgrywająca się w XVII wieku jest swoistą mistyfikacją, naśladującą oryginalne dokumenty z epoki. Książka stała się także podstawą wyreżyserowanego w 1988 r. przez Ludmiła Stajkowa filmu pod tym samym tytułem.

## Dzieła
- 1956 – Пробуждане
- 1961 – Сказание за времето на Самуила
- 1964 – Време разделно
- 1967 – Предводителят на невидимата войска. Лято 1191
- 1982–1992 – Сказание за хан Аспарух, княз Слав и жреца Терес - tetralogia
- 1989 - Девет лица на човека
- 1998 – Странният рицар на свещената книга
- 2015 – Легенди за двете съкровища

W przekładzie na język polski ukazała się powieść Czas wyboru (Време разделно), przełożona przez Halinę Kalitę, Warszawa 1967